# Hành lang Hà Tây
Hành lang Hà Tây hay hành lang Cam Túc (tiếng Trung: 河西走廊; bính âm: Héxī zǒuláng; Wade–Giles: Hehsi Tsoulang, âm Hán Việt:Hà Tây tẩu lang) đề cập tới tuyến đường lịch sử tại tỉnh Cam Túc ở Trung Quốc. Hành lang là một phần của con đường tơ lụa phương Bắc đi về phía tây bắc từ bờ Hoàng Hà, đây là tuyến đường quan trọng nhất nối từ Trung Nguyên đến lòng chảo Tarim và Trung Á đối với các thương nhân và đội quân. Hành lang về cơ bản là một chuỗi các ốc đảo nằm dọc theo rìa phía bắc của cao nguyên Thanh-Tạng. Phía nam là cao nguyên Thanh-Tạng cao vút và hoang vắng, phía bắc là sa mạc Gobi và vùng đồng cỏ Ngoại Mông. Ở cực tây, tuyến đường phân làm ba, hoặc đi về phía bắc hoặc phía nam của Thiên Sơn ở hai bên lòng chảo Tarim. Ở cực đông là các dãy núi bao quanh Lan Châu trước khi đến thung lũng Vị Hà và Trung Quốc bản thổ.

Phần trung tâm và phía tây của tỉnh Cam Túc tương ứng với hành lang Cam Túc

## Lịch sử
Ngay từ thiên niên kỷ thứ 1 TCN, hàng tơ lụa đã bắt đầu xuất hiện tại Siberia, thông quan nhánh phía bắc của Con đường tơ lụa, bao gồm phân đoạn hành lang Hà Tây.
Vào cuối thời nhà Tần (221-206 TCN), bộ lạc Nguyệt Chi đã đánh bại những bộ lạc người Ô Tôn và người Khương đã định cư từ trước đó, chiếm giữ phần phía tây của hàng lang Hà Tây. Về sau, quân của bộ lạc Hung Nô đã đánh thắng người Nguyệt Chi và thiết lập quyền thống trị của họ tại đây vào đầu thời nhà Hán.

### Nhà Hán
Năm 121 TCN, quân Hán đã đẩy lui người Hung Nô ra khỏi hành lang Hà Tây và thậm chí ra xa đến Lop Nur, khi thiền vu Hung Nô là Y Trĩ Tà đầu hàng Hoắc Khứ Bệnh vào năm 121 TCN. Nhà Hán đã giành được một lãnh thổ trải dài từ hành lang Hà Tây đến Lop Nur, lại một lần nữa chia tách Hung Nô với đồng minh người Khương của họ. Tiếp theo, quân Hán lại đẩy lùi một cuộc xâm lược của Hung Nô-Khương tại vùng lãnh thổ tây bắc vào năm 111 TCN. Sau năm 111 TCN, các tiền đồn mới được thành lập, bốn trong số đó nằm tại hành lang Hà Tây, được gọi là Tửu Tuyền (cổ xưng Túc Châu), Trương Dịch (Cam Châu), Đôn Hoàng (Sa Châu), và Vũ Uy (Lương Châu).
Từ khoảng năm 115–60 TCN, quân Hán đã chiến đấu với Hung Nô để giành quyền kiểm soát các thành bang ốc đảo tại lòng chảo Tarim. Cuối cùng, quân Hán đã chiến thắng và lập nên Tây Vực đô hộ phủ vào năm 60 TCN, xử lý việc binh của khu vực và các vấn đề đối ngoại.
Trong suốt những năm hỗn loạn khi Vương Mãng trị vì, nhà Hán đã mất quyền kiểm soát đối với lòng chảo Tarim, khu vực này đã bị Hung Nô chinh phục vào năm 63, và đã sử dụng nơi này làm căn cứ cho các cuộc xâm nhập vào hàng lang Hà Tây. Đậu Cố (竇固) đã đánh thắng Hung Nô trong trận Y Ngô Lư vào năm 73, đuổi họ ra khỏi Turpan cho đến tận hồ Barkol trước khi lập một đơn vị đồn trú tại Hami.
Sau khi Tây Vực đô hộ mới là Trần Mục (陳睦) bị các đồng minh Hung Nô tại Karasahr (Yên Kỳ) và Kucha (Khố Xa) giết vào năm 75 CE, quân đồn trú tại Hami đã rút lui. Trong trận Ikh Bayan vào năm 89, Đậu Hiến (竇憲) đã đánh bại thiền vu Hung Nô, thiền vu sau đó phải rút quân đến dãy núi Altai.

### Nhà Đường

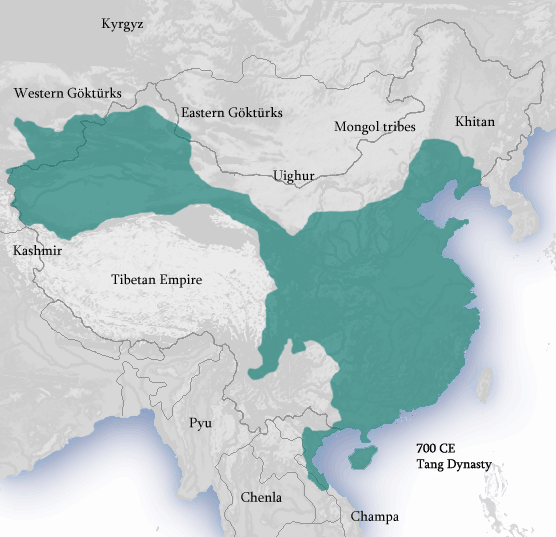
Bản đồ lãnh thổ của nhà Đường cho thấy hành lang Cam Túc nối giữa Trung Quốc bản thổ với lòng chảo Tarim

Nhà Đường đã giao chiến với Thổ Phồn để kiểm soát các khu vực Nội và Trung Á. Đường có một chuỗi dài các cuộc xung đột với Thổ Phồn trên các vùng lãnh thổ tại lòng chảo Tarim giữa các năm 670–692.
Năm 763, người Tạng thậm chí đã chiếm được kinh đô Trường An của nhà Đường, và chiếm giữ trong vòng 15 ngày trong thời Loạn An Sử. Trong thực tế, nó diễn ra khi quân Đường rút các đơn vị đồn trú ở phía tây, tại các khu vực nay là Cam Túc và Thanh Hải, người Tạng sau đó đã chiếm đóng các khu vực này cùng với lãnh thổ mà nay là Tân Cương. Chiến sự giữa Đường và Thổ Phồn tiếp tục cho đến khi hai bên đạt được một hiệp ước hòa bình chính thức vào năm 821. Các điều khoản của hiệp ước này, bao gồm cả cố định biên giới giữa hai nước được ghi lại trong một bản khắc song ngữ trên một cột trụ đá bên ngoài Chùa Đại Chiêu (Jokhang) tại Lhasa.

### Tây Hạ
Vương triều Tây Hạ do người Đảng Hạng lập nên vào thế kỷ 11. Tây Hạ kiểm soát các khu vực mà nay là các tỉnh tây bắc Trung Quốc gồm Cam Túc, Thiểm Tây và Ninh Hạ từ năm 1038 đến 1227.

### Nhà Nguyên
Đế quốc Mông Cổ mở rộng lãnh thổ xuống phía nam, gây nên chiến tranh Mông Cổ-Kim, bắt đầu vào khoảng năm 1207 bởi Thành Cát Tư Hãn và tiếp tục sau khi ông mất vào năm 1227 bởi con trai Oa Khoát Đài. Nhà Kim sụp đổ vào năm 1234, trong đó quân Mông Cổ có sự trợ giúp từ Nam Tống.
Ngoài chiến tranh Mông Cổ-Kim, Oa Khoát Đài cũng tiêu diệt Tây Hạ vào năm 1227, bình định khu vực hành lang Hà Tây, về sau nhà Nguyên do Hốt Tất Liệt thành lập quản lý, kéo dài từ 1271 đến 1368.

## Địa lý và khí hậu
Hành lang Hà Tây là một lối đi dài và hẹp, kéo dài 1.000 kilômét (620 mi) từ sườn đồi của Ô Sao Lĩnh gần Lan Châu hiện nay tới Ngọc Môn quan tại ranh giới giữa Cam Túc và Tân Cương. Có rất nhiều ốc đảo màu mỡ dọc theo con đường, có các con sông chảy từ Kỳ Liên Sơn, như Thạch Dương, Kim Xuyên, Ngạch Tể Nạp và Sơ Lặc.
Một môi trường đầy khắc nghiệt bao quanh chuỗi ốc đảo: Kỳ Liên Sơn (Nam Sơn) phủ tuyết trắng ở phía nam; khu vực Bắc Sơn, cao nguyên A Lạp Thiện, và sa mạc Gobi rộng lớn ở phía bắc. Về mặt địa chất, hành lang Hà Tây thuộc về một hệ thống bồn địa mũi đất Đại Tân sinh ở rìa đông bắc của cao nguyên Thanh-Tạng.
Tuyến đường cổ đại đi qua Hải Đông, Tây Ninh và vùng ven Cư Diên Hải, trên một diện tích khoảng 215.000 km2 (83.000 dặm vuông Anh). Khu vực này có địa hình đồi núi và sa mạc nên gây hạn chế với các đoàn lữ hành trong việc đi lại qua một tuyến đường hẹp, tại đây các công sự tương đối nhỏ cũng có thể kiểm soát thông hành.
Có một số thành phố chính dọc theo hành lang Hà Tây. Ở phía tây tỉnh Cam Túc là Đôn Hoàng, sau đó là Tửu Tuyền (Túc Châu), sau đó là Trương Dịch tại trung tâm, rồi Vũ uy và cuối cùng là Lan Châu ở đông nam. Trong quá khứ, Đôn Hoàng là một phần của Tây Vực. Phía nam tỉnh Cam Túc, ở gần điểm giữa ranh giới tỉnh này, là thành phố Tây Ninh, tỉnh lị của Thanh Hải. Tây Ninh là trung tâm thương mại chính của hành lang Hà Tây.
Công sự Gia Dục quan bảo vệ lối vào phía tây của Trung Nguyên. Chúng nằm tại điểm hẹp nhất của hành lang Hà Tây, cách khoảng 6 kilômét (3,7 mi) về phía tây nam của thành phố Gia Dục Quan. Công sự Gia Dục quan là công sự cực tây của Vạn Lý Trường Thành.